# Płodowitoje
Płodowitoje (ros. Плодовитое) – wieś w Rosji, w Kałmucji, w rejonie małodierbietowskim. W 2010 liczyła 746 mieszkańców.